# حديجة (الدوادمي)
حديجة، هي قرية من فئة (أ) تقع في محافظة الدوادمي، والتابعة لمنطقة الرياض في السعودية. وتبعد حديجة عن محافظة الدوادمي بمسافة تقارب (130) كم. يتجاوز عدد سكانها قرابة 1,500 نسمة، وأسست عام 1359 هـ.

## الخدمات الحكومية
▪ المحكمة العامة
▪ المركز الصحي
▪ مكتب البريد
▪ مدارس للبنين و البنات بمراحلها
▪ مخطط حكومي سكني
▪ سد للمياه ،و قد أطلق عليه سد الملك فهد للمياه.
▪ أكثر من 10 مساجد
▪ علاوة على السفلتة و الإنارة للشوارع الرئيسية ، و من أهم المعالم القريبة من هجرة حديجة : جبل كبشة ـ و جبل البكري.